# Музичне фразування

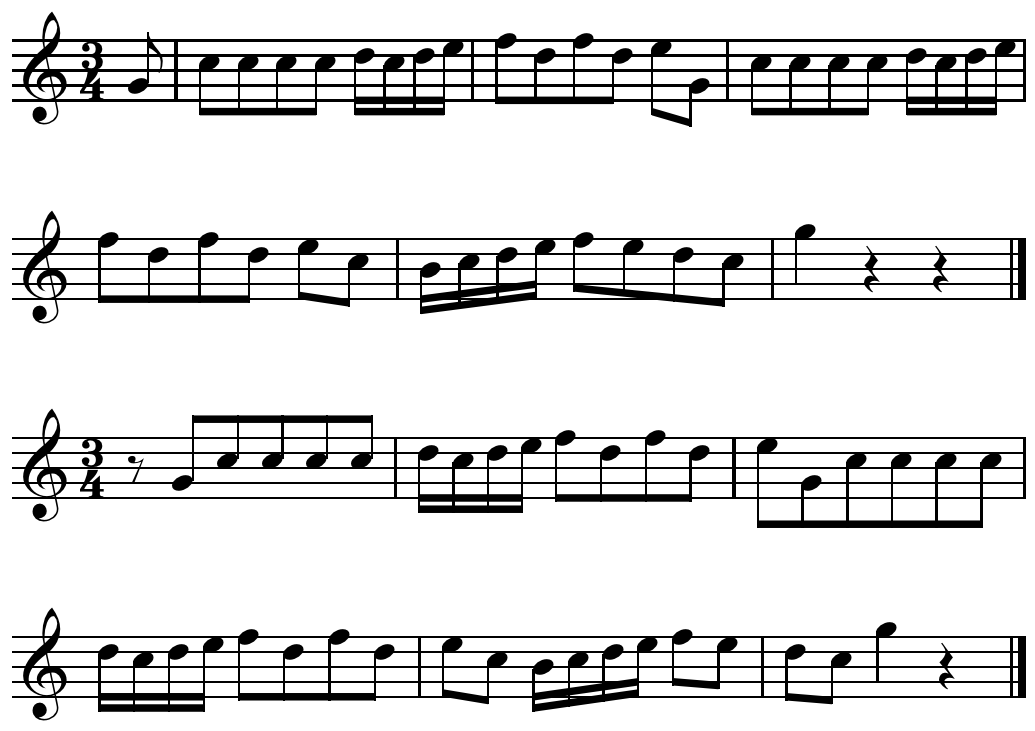
Вплив на акцент тактового зсуву в джазі: перші дві лінії vs. других двох ліній. або.

Музи́чне фразува́ння — це метод художньо-змістового виділення в музичному уривку періодів, фраз, мотивів з метою досягнення найвиразнішого й правильного розкриття образного змісту твору, передачі концепції мелодії. Музикант досягає цього, інтерпретуючи музику — напам'ять або з нот — змінюючи тон, темп, динаміку, артикуляцію та інші характеристики. Наприклад, прискорення темпу або продовження ноти може додати напруження.
Індивідуальне фразування — елемент стилю музиканта, пов'язаний з характером особистості виконавця та манерою його співу або гри.
Основи теорії музичного фразування заклав бельгійський композитор і теоретик музики Жером Жозеф де Моміньї (1972—1842).